# Gnoriste
Gnoriste is een muggengeslacht uit de familie van de paddenstoelmuggen (Mycetophilidae).

## Soorten
- G. apicalis Meigen, 1818
- G. bilineata Zetterstedt, 1852
- G. groenlandica Lundbeck, 1898
- G. harcyniae von Roder, 1887
- G. longirostris Siebke, 1863
- G. macra Johannsen, 1912
- G. macroides Curran, 1927
- G. megarrhina Osten Sacken, 1877